# 新和县爆炸案
新和县爆炸案2014年1月24日18时40分许在中华人民共和国新疆维吾尔自治区阿克苏地区新和县县城发生的系列爆炸。当天一美容美发店和一菜市场发生爆炸，致1人死亡，2人受伤。公安机关出警处置，在围堵一可疑车辆时，该车自爆。

## 过程
袭击者驾驶车辆试图进入当地步行街，在农贸市场门口与警车遭遇，警方开枪，而车上维吾尔族人投掷炸弹还击，波及到当地一间超市。居住在距事发现场数百米的一家商户说，爆炸使用的是定时装置，使用了五、六颗土炸弹。一位匿名的现场目击者说，有人使用土炸弹，警察于是向对方开枪：“放置土炸弹的人好像被警察发现目标，开枪射击，最后罪犯逃到我家门口附近，警方开枪没有射击到，他们就引爆了炸弹，把自己炸死了。警方追他们的时候，他们也没地方躲了，可能想同归于尽，引爆炸弹，他们的车内有爆炸装置”。
一名住在新和县城的居民向《环球时报》讲述，24日18时许，他在家中第一次听到爆炸声，爆炸地点大概是位于解放路的新和饭店附近一家美容美发店，约15分钟后，佳美购物广场步行街(含菜市场)附近又接连传出爆炸声，他从自家窗口看到步行街处有浓烟升起。据他了解，这伙暴徒有可能分头在县城内作案，但警方出动很快，暴徒在乘车仓皇逃离过程中车辆发生自爆。据新疆官员讲述，暴徒使用的爆燃装置是土制爆炸物和汽油燃烧瓶，他们在侦查准备袭击的目标时就被警方发现并遭堵截，恐慌之下车上的爆炸物“意外走火”，因此造成暴徒自爆身亡。
第一次爆炸是一位蒙头的维吾尔族妇女投弹失误，被炸重伤，后身亡。120救护车赶到后，将她送往医院，不到两分钟再次发生两次爆炸，又过一会，又发生五六次爆炸，造成周边美容院、超市财物损失。
警察击毙袭击者6人，抓获5人。另有6人自爆死亡。1名警察受轻伤，群众无伤亡，警察缴获一批爆燃装置和作案工具。

## 侦破
1月26日，新疆警方公布，这是一起有组织、有预谋的暴力恐怖袭击案件。自2013年5月以来，依不拉伊木·喀哈多次纠集他人进行非法宗教活动、宣扬宗教极端思想，形成了以其为头目的１７人暴恐团伙，在租住房内进行制爆活动。２４日，该团伙成员携带爆燃装置，乘坐３辆三轮摩托车前往作案地实施暴恐活动。
。